# Мегуліча
Мегуліча (рум. Măgulicea) — село у повіті Арад в Румунії. Входить до складу комуни Вирфуріле.
Село розташоване на відстані 348 км на північний захід від Бухареста, 95 км на схід від Арада, 95 км на південний захід від Клуж-Напоки, 119 км на північний схід від Тімішоари.

## Населення
За даними перепису населення 2002 року у селі проживали 336 осіб, усі — румуни. Усі жителі села рідною мовою назвали румунську.